# Ectobius
Genre
Ectobius est un genre de blattes de la famille des Blattellidae (synonyme: Ectobiidae) appartenant à l'ordre des Blattodea. Les espèces de ce genre sont principalement présentes en Europe, dans les régions paléarctiques et au Proche-Orient. Les adultes atteignent entre 6 et 12 mm de longueur et sont de coloration brune ou jaunâtre avec une marge plus claire. Les femelles sont généralement plus grandes que les mâles et ont des ailes plus courtes.

## Classification
Le genre Ectobius  a été décrit par l'entomologiste britannique  James Francis Stephens en 1835. 
Il est classé en deux sous-genres Ectobius (Ectobius) et Ectobius (Ectobiella), qui ne comprend qu'une espèce, E. duskei. Un troisième sous-genre, Capraiellus, a été séparé et porté au niveau de genre. 
Au sein des Blattellidae, les Ectobius sont classés dans la sous-famille des Ectobiinae. 
Une réorganisation taxonomique est en cours, et certaines espèces seront notamment placées dans le nouveau genre Planuncus. 

### Taxonomie
Liste des espèces : selon Blattodea Species File (25 avril 2010) :
- Ectobius aeoliensis Failla & Messina, 1974
- Ectobius aethiopicus (Shelford, 1910)
- Ectobius aetnaeus Ramme, 1927
- Ectobius africanus Saussure, 1899
- Ectobius albicinctus (Brunner von Wattenwyl, 1861)
- Ectobius alleni Rehn, 1931
- Ectobius baccetti Failla & Messina, 1979
- Ectobius balcani Ramme, 1923
- Ectobius burri Adelung, 1917
- Ectobius corsorum Ramme, 1923
- Ectobius darbandae Rehn, 1931
- Ectobius delicatulus Bei-Bienko, 1950
- Ectobius duskei Adelung, 1906
- Ectobius eckerleini Harz, 1977
- Ectobius erythronotus Burr, 1898
- Ectobius filicensis Failla & Messina, 1974
- Ectobius finoti Chopard, 1943
- Ectobius frieseanus Princis, 1963
- Ectobius haeckeli Bolívar, 1876
- Ectobius heteropterus Bei-Bienko, 1963
- Ectobius ichnusae Failla & Messina, 1982
- Ectobius indicus Bei-Bienko, 1938
- Ectobius intermedius Failla & Messina, 1981
- Ectobius involutus Rehn, 1931
- Ectobius jarringi (Hanitsch, 1938)
- Ectobius kervillei Bolívar, 1907
- Ectobius kikensis Rehn, 1931
- Ectobius kikuyuensis Rehn, 1931
- Ectobius kirgizius Bei-Bienko, 1936
- Ectobius kraussianus Ramme, 1923
- Ectobius lagrecai Failla & Messina, 1981
- Ectobius lapponicus (Linnaeus, 1758)
- Ectobius larus Rehn, 1931
- Ectobius leptus Rehn, 1931
- Ectobius lineolatus (Rehn, 1922)
- Ectobius lodosi Harz, 1983
- Ectobius lucidus (Hagenbach, 1822)
- Ectobius makalaka Rehn, 1931
- Ectobius minutus Failla & Messina, 1978
- Ectobius montanus Costa, 1866
- Ectobius neavei Shelford, 1911
- Ectobius nicaeensis (Brisout de Barneville, 1852)
- Ectobius nuba Rehn, 1931
- Ectobius pallidus (Olivier, 1789)
- Ectobius palpalis Chopard, 1958
- Ectobius panzeri Stephens, 1835
- Ectobius parvosacculatus Failla & Messina, 1974
- Ectobius pavlovskii Bei-Bienko, 1936
- Ectobius punctatissimus Ramme, 1922
- Ectobius pusillus Bei-Bienko, 1967
- Ectobius pyrenaicus Bohn, 1989
- Ectobius rammei Rehn, 1926
- Ectobius sardous Baccetti, 1991
- Ectobius scabriculus Failla & Messina, 1976
- Ectobius semenovi Bei-Bienko, 1935
- Ectobius siculus Ramme, 1949
- Ectobius sjoestedti (Shelford, 1910)
- Ectobius stanleyanus Rehn, 1931
- Ectobius subvitreus Bei-Bienko, 1936
- Ectobius supramontes Bohn, 2004
- Ectobius sylvestris (Poda, 1761)
- Ectobius tadzhicus Bei-Bienko, 1935
- Ectobius tamaninii Galvagni, 1972
- Ectobius textilis Rehn, 1931
- Ectobius ticinus Bohn, 2004
- Ectobius tingitanus Bolívar, 1914
- Ectobius togoensis Ramme, 1923
- Ectobius tuscus Galvagni, 1978
- Ectobius tyrrhenicus Failla & Messina, 1973
- Ectobius usticaensis Failla & Messina, 1974
- Ectobius vittiventris (Costa, 1847)
- Ectobius vinzi Maurel, 2012
- Ectobius willemsei Failla & Messina, 1980

## Espèces présentes en Europe
Trente-sept espèces sont répertoriées en Europe, une dans le sous-genre Ectobiela, et les autres dans le sous-genre Ectobius,. De nombreuses espèces sont endémiques d'îles méditerranéennes ou des péninsules européennes: 
Espèces plutôt répandues :
- Ectobius (Ectobiola) duskei, Nord-Est de l'Europe, de la Pologne à la Russie.
- Ectobius (Ectobius) albicinctus, Italie continentale et Balkans de la Slovénie au Monténégro et à la Serbie
- Ectobius (Ectobius) erythronotus, Europe centrale et de l'Est et Balkans.
- Ectobius (Ectobius) lapponicus, Eurasiatique, de la France à Scandinavie et à la Sibérie, absent de la Péninsule ibérique, du Sud des Balkans, et peut-être d'Italie, trois sous-espèces; introduit en Amérique du Nord.
- Ectobius (Ectobius) lucidus, Ouest de l'Europe continentale, de l'Espagne à l'Allemagne, peut-être en Pologne, introduit en Amérique du Nord.
- Ectobius (Ectobius) pallidus, Ouest de l'Europe, 4 sous-espèces, introduit en Amérique du Nord.
- Ectobius (Ectobius) sylvestris, Europe continentale jusqu'à l'Asie centrale, introduit en Amérique du Nord, deux sous-espèces.
- Ectobius (Ectobius) vittiventris, Ouest et centre de l'Europe jusqu'au Caucase, s'étend depuis les années 1980 au Nord des Alpes[8].

Espèces endémiques de régions limitées: 
- Ectobius (Ectobius) aeoliensis, endémique de l'île de Filicudi (îles Éoliennes, Sicile)
- Ectobius (Ectobius) aetnaeus, endémique de Sicile

- Ectobius (Ectobius) baccetti, endémique de Sardaigne
- Ectobius (Ectobius) balcani, endémique des Balkans
- Ectobius (Ectobius) brunneri, endémique de la Péninsule ibérique
- Ectobius (Ectobius) corsorum, endémique de Corse
- Ectobius (Ectobius) eckerleini, endémique de France (montagne de Lure) et de Suisse
- Ectobius (Ectobius) filicensis, endémique de l'île de Salina (Îles Éoliennes, Sicile)
- Ectobius (Ectobius) friseanus, endémique d'Albanie, peut-être Grèce
- Ectobius (Ectobius) ichnusae, endémique de Sardaigne
- Ectobius (Ectobius) intermedius, endémique de Corse et de Sardaigne
- Ectobius (Ectobius) kraussianus, endémique de Sicile et de Malte
- Ectobius (Ectobius) lagrecai, endémique de Sicile
- Ectobius (Ectobius) minutus, endémique d'Italie (îles Pontines)
- Ectobius (Ectobius) montanus, endémique d'Italie
- Ectobius (Ectobius) nadigi, endémique d'Italie
- Ectobius (Ectobius) nicaeensis, endémique du Sud de la France, syn. de Planuncus (Margintorus) nicaeensis
- Ectobius (Ectobius) parvosacculatus, endémique de Panarea (îles Éoliennes, Sicile), peut-être en Grèce
- Ectobius (Ectobius) punctatissimus, Ouest des Balkans
- Ectobius (Ectobius) pyrenaicus, endémique d'Andorre et des Pyrénées espagnoles
- Ectobius (Ectobius) sardous, endémique de Sardaigne
- Ectobius (Ectobius) scabriculus, endémique de l'île de Ponza (îles Pontines, à ouest de la Sicile)
- Ectobius (Ectobius) siculus, endémique de Sicile ou d'Italie
- Ectobius (Ectobius) supramontes, endémique de Suisse, d'Autriche et d'Italie
- Ectobius (Ectobius) ticinus, endémique du Sud de la Suisse et du Nord de l'Italie
- Ectobius (Ectobius) tuscus, endémique d'Italie
- Ectobius (Ectobius) tyrrhenicus, endémique de l'île de Montecristo (Italie)
- Ectobius (Ectobius) usticaensis, endémique de l'île d'Ustica (Sicile)
- Ectobius (Ectobius) vinzi, endémique du Lot (France)[9]

## Espèces fossiles
Plusieurs espèces fossiles ont été découvertes. Des espèces ont été retrouvées dans de l'ambre de la Baltique: de l'Éocène, †Ectobius balticus a été retrouvé en Pologne et en Russie, vivant il y a 37 à 34 millions d'années, †Ectobius inclusus, en Russie à la même période, et, à l'Oligocène, †Ectobius glabellus dans une localité d'Allemagne (28 à 23 millions d'années).
Alors qu'on pensait jusqu'alors le genre exclusivement eurasiatique, on a découvert dans les années 2010 des fossiles en Amérique du Nord. Pendant l'Éocène, période où l'Amérique du Nord et l'Europe étaient encore en contact par le Nord, le genre était donc largement répandu sur les deux continents. Le climat y était plus chaud qu'actuellement. Des fossiles retrouvés au Colorado ont permis d'identifier une espèce vivant à l'Éocène moyen (il y a environ 50 millions d'années), appelée †Ectobius kohlsi, présentant des caractéristiques communes avec les espèces vivantes E. kraussianus et du groupe d'E. sylvestris, et dont la répartition était manifestement cosmopolite. D'autres espèces non identifiées y ont également été découvertes. Le refroidissement provoque la disparition de ces espèces en Amérique du Nord, alors qu'en Europe, elles sont parvenues à s'adapter. 49 millions d'années plus tard, à la suite de cette adaptation, plusieurs espèces européennes (E. lapponicus, E. lucidus, E. pallidus, et E. sylvestris,), ont pu reprendre pied en Amérique du Nord, alors que leurs ancêtres n'avaient pu s'adapter.
Les espèces vivantes apparaissent donc comme des reliques d'une faune plus riche qui y vivait à l'Oligocène.

## Ectobiuset l'humain
Contrairement à d'autres espèces de blattes, Ectobius est peu synanthrope. Lorsqu'il le devient, comme c'est le cas pour E. vittiventris au nord des Alpes, ou pour E. lapponicus en Amérique du Nord, mais pas dans sa zone d'origine en Europe, il ne s'y reproduit pas, n'y occasionne pas de dégât, et ne nécessite aucun traitement.